# Уталай
Уталай — деревня в Тулунском районе Иркутской области России. Входит в состав Гадалейского муниципального образования.

## География
Деревня расположена на правом берегу реки Большой Гадалей (приток реки Ия) в 30 км к юго-востоку от города Тулун и в 320 км к северо-западу от Иркутска.
Имеется пруд на реке, по плотине которого проходит тупиковая местная автодорога Тулун — Харгажин.

## История
Деревня основана в 1896 году как запасной переселенческий участок. К 1906 году заселение ещё не началось.

## Население
| 2002 | 2010 | 2011 | 2012 |
| ---- | ---- | ---- | ---- |
| 167  | ↗215 | ↘214 | ↘212 |

По данным Всероссийской переписи, в 2010 году в деревне проживало 215 человек (103 мужчины и 112 женщин).

## Инфраструктура
Личное подсобное хозяйство с зоной сельскохозяйственного использования, индивидуальная застройка усадебного типа.
Основа экономики — сельское хозяйство.

## Транспорт
Деревня доступна автотранспортом.
Ближайшая ж.-д. станция Шуба (на Транссибе) находится в 13 км к северу от деревни.